# Michel Morganella
Michel Morganella (* 17. Mai 1989 in Siders) ist ein Schweizer Fussballspieler. Am 1. März 2023 gab er seinen Rücktritt aus dem Profibereich bekannt.

## Karriere

### Vereine
Morganella spielte als Mittelfeldspieler beim FC Basel bis Ende Januar 2009. Er kam vom Nachwuchs des FC Sion zum FCB, wo er jeweils eine Saison U-16, U-18 und U-21 spielte, bis er Ende Februar 2007 ins Profikader aufgenommen wurde. In der Saison 2007/08 absolvierte Morganella für den FC Basel ein Spiel in der Axpo Super League.
Ende Januar 2009 nahm ihn der italienische Erstligist US Palermo unter Vertrag, bei dem er einen bis Ende Juni 2013 befristeten Vertrag unterzeichnete. Nachdem er bis zum Saisonende 2009/10 lediglich zwei Partien in der Serie A absolviert hatte, folgte im Juli 2010 eine Ausleihe zum damaligen Zweitligisten Novara Calcio, welcher ihn im Januar 2011 übernahm. Im Juli 2012 wechselte er zu Palermo zurück. Hier wurde im Sommer 2018 sein Vertrag nicht mehr verlängert, und nachdem er bis Oktober vereinslos war, schloss er sich dem Schweizer Verein FC Rapperswil-Jona an.
Doch schon im Januar 2019 wechselte er weiter zum italienischen Zweitligisten Calcio Padova.
Im Juli 2019 zog Morganella weiter zur AS Livorno, wo er eine Saison verbrachte.
Von September 2020 bis Februar 2023 spielte er für den FC Chiasso, der 2021 von der zweitklassigen Challenge in die drittklassige Promotion League abstieg. Am 1. März 2023 gab er seinen Rücktritt aus dem Profibereich bekannt. Danach spielte er kurz für den Tessiner FC Rancate in der 3. Liga (7. Spielklasse), bevor er am 1. Juli 2023 zum inzwischen aufgrund des Konkurses in die 4. Liga (8. Spielklasse) abgestiegenen FC Chiasso zurückkehrte.

### Nationalmannschaften
Am 12. August 2009 gab Morganella sein Debüt für die Schweizer U21-Nationalmannschaft. Im EM-Qualifikationsspiel gegen Estland (0:1) wurde er von Trainer Pierluigi Tami in die Startaufstellung gesetzt.
Am 29. März 2011, in seinem letzten Spiel für die U21-Nati gegen Katar (5:3), stand er erneut in der Startformation der Schweiz. In der 59. Minute zeigte ihm der Schiedsrichter Khamis al-Marri die Rote Karte wegen einer Tätlichkeit an einem Gegenspieler. Insgesamt spielte Morganella 219 Minuten bzw. 3-mal für die Schweizer U21-Nationalmannschaft.
Bei den Olympischen Sommerspielen 2012 musste er frühzeitig abreisen, nachdem er über Twitter das südkoreanische Team beleidigt hatte.
In den Freundschaftsspielen 2012 gegen Rumänien (0:1) und 2013 gegen Griechenland (0:0) kam er jeweils zu Einsätzen in der A-Nationalmannschaft. 

## Erfolge
FC Basel
- Schweizer Meister mit der U18 des FC Basel: 2006[8]
- Schweizer Cupsieger mit der U18 des FC Basel: 2006[8]
- Schweizer Cupsieger: 2007/08
- Schweizer Meister: 2007/08 (1 Einsatz)

US Palermo
- Italienischer Zweitligameister: 2013/14